# Patimat Abakarova
Patimat Abakarova est une taekwondoïste azerbaïdjanaise née le 23 octobre 1994 à Makhatchkala. Elle a remporté une médaille de bronze en moins de 49 kg aux Jeux olympiques d'été de 2016 à Rio de Janeiro.